# ETERNALBEAT
『ETERNALBEAT』（エターナルビート）は日本のバンド・ねごとの4枚目のフルアルバム。2017年2月1日に発売。発売元はKi/oon Music。本項では今作のリリースに伴い開催されたツアーの映像作品「“ETERNALBEAT” TOUR 2017」についても詳述する。

## 概要
フルアルバムとしては『VISION』以来2年ぶりのリリースとなる。本作には『VISION』以降の2015年から2016年にかけて発売されたシングルの表題曲、先行して発表されたEP収録の楽曲が収録されている。
アルバムの制作は前作の後、ツアーやライブを重ねるうちに完成されていったEP収録の「アシンメトリ」の制作を終えてから、その方向性のまま行われた。
通常盤と初回生産限定盤の2形態で発売。初回盤には2枚目のCDとDVDが付属しており、ディスク2のCDには沙田によるねごとの楽曲のリミックス集を、ディスク3のDVDには収録曲から2曲分のミュージックビデオ、メイキングムービーが収録されている。
同年8月11日に台湾盤を発売。これに伴い、8月26日、27日に台湾で開催される「NO FEAR FESTIVAL 2017（2017無懼音樂祭）」にメインアクトとして出演。ねごとにとって初の台湾公演となる。台湾での名義は「夢囈樂團 / NEGOTO」。

## 収録内容

### DISC 1
両形態共通となっている。
1. ETERNALBEAT(3分37秒)
  - 作詞:蒼山幸子／作曲:蒼山幸子、沙田瑞紀／編曲:ねごと
  - ボーカル&コーラス:蒼山幸子

ギター&プログラミング&コーラス:沙田瑞紀
シンセサイザー&コーラス:藤咲佑
コーラス:澤村小夜子
  - 2017年1月2日、FM802の番組ROCK KIDS 802 -OCHIKEN Goes ON!!-にてラジオオンエアが初解禁され、翌1月3日0:00より全国オンエア解禁となった。
2. アシンメトリ(4分56秒)
  - 作詞:蒼山幸子／作曲:沙田瑞紀、蒼山幸子／編曲:ねごと&中野雅之（BOOM BOOM SATELLITES）
  - ボーカル&コーラス:蒼山幸子

ギター&プログラミング&コーラス:沙田瑞紀
ベース&シンセサイザー&コーラス:藤咲佑
ドラム&コーラス:澤村小夜子
  - café & pancakes gram CMソング
  - 先行EP『アシンメトリ e.p.』表題曲。
3. シグナル(4分18秒)
  - 作詞:蒼山幸子／作曲:澤村小夜子、蒼山幸子、沙田瑞紀／編曲:ねごと&中野雅之
  - ボーカル&コーラス&ハンドクラップ:蒼山幸子

ギター&プログラミング&ハンドクラップ&コーラス:沙田瑞紀
ベース&ハンドクラップ:藤咲佑
ドラム&タンバリン&ハンドクラップ&コーラス:澤村小夜子
4. mellow(4分05秒)
  - 作詞:蒼山幸子／作曲:蒼山幸子、沙田瑞紀／編曲:ねごと
  - ボーカル&コーラス&マリンバ:蒼山幸子

ギター&プログラミング&コーラス:沙田瑞紀
シンセサイザー:藤咲佑
マリンバ&コーラス:澤村小夜子
5. 君の夢(4分08秒)
  - 作詞:沙田瑞紀／作曲:沙田瑞紀／編曲:ねごと
  - ボーカル:蒼山幸子

ギター&プログラミング&コーラス:沙田瑞紀
ベース&コーラス:藤咲佑
ドラム&コーラス:澤村小夜子
6. DESTINY(4分05秒)
  - 作詞:蒼山幸子／作曲:沙田瑞紀、蒼山幸子／編曲:ねごと
  - ボーカル&シンセサイザー:蒼山幸子

ギター&プログラミング&コーラス:沙田瑞紀
ベース:藤咲佑
ドラム&コーラス:澤村小夜子
  - テレビ東京系アニメ『銀魂°』エンディングテーマ
  - シングル『DESTINY』表題曲。
7. cross motion(4分13秒)
  - 作詞:沙田瑞紀／作曲:沙田瑞紀／編曲:ねごと&益子樹(ROVO)
  - ボーカル&シンセサイザー:蒼山幸子

ボーカル&ギター&プログラミング&コーラス:沙田瑞紀
ベース&コーラス:藤咲佑
ドラム&コーラス:澤村小夜子
8. holy night(3分53秒)
  - 作詞:藤咲佑、沙田瑞紀／作曲:沙田瑞紀／編曲:ねごと&益子樹
  - ボーカル&シンセサイザー&コーラス:蒼山幸子

ボーカル&ギター&プログラミング&コーラス:沙田瑞紀
ベース&コーラス:藤咲佑
ドラム&コーラス:澤村小夜子
  - 映画「マイナビ presents TOKYO CITY GIRL -2016-」挿入歌 ＆ 東京/大阪版エンディング主題歌
  - 先行EP『アシンメトリ e.p.』収録曲。
9. Ribbon(3分54秒)
  - 作詞:澤村小夜子／作曲:蒼山幸子、澤村小夜子、沙田瑞紀／編曲:ねごと
  - ボーカル&コーラス:蒼山幸子

ギター&プログラミング&コーラス:沙田瑞紀
ベース&コーラス:藤咲佑
ドラム&コーラス:澤村小夜子
10. PLANET(4分29秒)
  - 作詞:蒼山幸子／作曲:蒼山幸子、沙田瑞紀／編曲:ねごと
  - ボーカル&コーラス:蒼山幸子

ギター&プログラミング&コーラス:沙田瑞紀
ベース:藤咲佑
ドラム&コーラス:澤村小夜子
11. 凜夜(4分14秒)
  - 作詞:澤村小夜子、沙田瑞紀／作曲:澤村小夜子、沙田瑞紀／編曲:ねごと
  - ボーカル:蒼山幸子

ギター&プログラミング&ハンドクラップ&コーラス:沙田瑞紀
ベース&ハンドクラップ&コーラス:藤咲佑
ドラム&ハンドクラップ&コーラス:澤村小夜子

### 初回生産限定盤

#### DISC 2 (CD)
本CDはアルバム発売当初、配信媒体でのリリースは無かったが、この後のシングル『DANCER IN THE HANABIRA』に収録された「ETERNALBEAT -Mizuki Masuda Remix-」を加えた形でEP『Mizuki Masuda Remixes』を2017年12月13日に配信限定でリリースした。
1. カロン -Mizuki Masuda Remix-(5分16秒)
  - 作詞:蒼山幸子／作曲:沙田瑞紀、蒼山幸子
  - リミックス:沙田瑞紀／ミックス:沙田瑞紀
  - 沙田によるDJでは数回のみ披露され、”Red Bull Summer Edition Music Playlist”にて先着100名限定配信されたもの。CD音源化は初めて。
2. Lightdentity –Mizuki Masuda Remix-(4分18秒)
  - 作詞:ねごと／作曲:ねごと
  - リミックス:沙田瑞紀／ミックス:砂原良徳
  - 2013年のシングル『シンクロマニカ』に収録。
3. Re:myend! –Mizuki Masuda Remix-(3分58秒)
  - 作詞:蒼山幸子／作曲:沙田瑞紀、蒼山幸子
  - リミックス:沙田瑞紀／ミックス:浦本雅史
  - 2014年のシングル『アンモナイト!/黄昏のラプソディ』に収録。
4. シンクロマニカ –Mizuki Masuda Remix-(5分55秒)
  - 作詞:蒼山幸子／作曲:沙田瑞紀、蒼山幸子
  - リミックス:沙田瑞紀／ミックス:浦本雅史
  - 2015年のシングル『DESTINY』に収録。
5. 黄昏のラプソディ -Mizuki Masuda Remix-(4分27秒)
  - 作詞:蒼山幸子／作曲:蒼山幸子
  - リミックス:沙田瑞紀／ミックス:沙田瑞紀
  - 未発表のもの。今回が初収録となる。

#### DISC 3 (DVD)
1. DESTINY -Music Video-
  - ディレクター:針生悠伺
2. Making of DESTINY -Music Video-
3. アシンメトリ -Music Video-
  - ディレクター:大河臣
4. Making of アシンメトリ -Music Video

## 制作クレジット
- マスタリング・エンジニア：Ted Jensen（スターリング・サウンド / Sterling Sound）
- アートディレクター／デザイナー：木村豊（Central67）
フォトグラファー：太田好治（ジャケット写真）、上山陽介（アーティスト写真）
プロップ（ネオンアート）：TRY2
- ディレクター：前川順一（キューンミュージック）
A&R：坂本勉（キューンミュージック）
チーフA&R：古川友理（キューンミュージック）
- アーティストマネージャー：加島広宣（ソニー・ミュージックアーティスツ）
チーフマネージャー：羽深孝（ソニー・ミュージックアーティスツ）
- エグゼクティブ・プロデューサー：石川将人（キューンミュージック）、
村松俊亮、大谷英彦（ソニー・ミュージックレーベルズ）、
中山道彦、田沼功（ソニー・ミュージックアーティスツ）

- DESTINY
サウンドプロデュース／レコーディング・エンジニア／ミキシング・エンジニア：浦本雅史（青葉台スタジオ）
アシスタント・エンジニア：澤本哲朗（青葉台スタジオ）
レコーディングスタジオ：青葉台スタジオ
- アシンメトリ
- シグナル
サウンドプロデュース／レコーディング・エンジニア／ミキシング・エンジニア：中野雅之（BOOM BOOM SATELLITES）
アシスタント・エンジニア：丸山浩司
レコーディングスタジオ：中野雅之プライベートスタジオ、HeartBeat RECORDING STUDIO
- holy night
- cross motion
サウンドプロデュース／レコーディング・エンジニア／ミキシング・エンジニア：益子樹（ROVO）
ディレクション：富樫陸（DUM-DUM LLP）
レコーディングスタジオ：FLOAT
- ETERNALBEAT
- mellow
- 君の夢
- Ribbon
- PLANET
- 凛夜
レコーディング・エンジニア／ミキシング・エンジニア：丸山浩司
レコーディングスタジオ：BURNISH RECORDING STUDIO、HeartBeat RECORDING STUDIO、SOUND ATELIER、Compal Studio、ki/ki studio、studio Five tree、SME乃木坂スタジオ

## リリース日一覧
| 地域       | リリース日    | レーベル                              | 規格                   | カタログ番号          | 備考                                               |
| ---------- | ------------- | ------------------------------------- | ---------------------- | --------------------- | -------------------------------------------------- |
| 日本       | 2017年2月1日  | Ki/oon Music / Sony Music Labels Inc. | 12cmCD+12cmCD+DVD      | KSCL-2836, 2837, 2838 | 初回生産限定盤                                     |
| 日本       | 2017年2月1日  | Ki/oon Music / Sony Music Labels Inc. | 12cmCD                 | KSCL-2839             | 通常盤                                             |
| 日本       | 2017年2月1日  | Ki/oon Music / Sony Music Labels Inc. | デジタル・ダウンロード | A2000852947           | レコチョク AAC 128/320kbps                         |
| 日本       | 2017年2月1日  | Ki/oon Music / Sony Music Labels Inc. | デジタル・ダウンロード | A2000852947           | レコチョク ハイレゾ FLAC 48.0kHz/24bit 128/320kbps |
| 日本       | 2017年2月1日  | Ki/oon Music / Sony Music Labels Inc. | デジタル・ダウンロード | 4547366294941         | mora AAC-LC 320kbps                                |
| 日本       | 2017年2月1日  | Ki/oon Music / Sony Music Labels Inc. | デジタル・ダウンロード | 4547366294958         | mora ハイレゾ FLAC 48.0kHz/24bit                   |
| 世界5カ国  | 2017年2月1日  | Ki/oon Music / Sony Music Labels Inc. | デジタル・ダウンロード | B01MSADNMU            | Amazon.co.jp                                       |
| 世界37カ国 | 2017年2月1日  | Ki/oon Music / Sony Music Labels Inc. | デジタル・ダウンロード | 1192165109            | iTunes Store                                       |
| 台湾       | 2017年8月11日 | Sony Music Taiwan                     | 12cmCD+12cmCD+DVD      | 88985472962           | 初回生産限定盤（台湾盤）                           |

## タイアップ
| 曲名         | タイアップ                                                                             |
| ------------ | -------------------------------------------------------------------------------------- |
| DESTINY      | テレビ東京系アニメ『銀魂°』エンディングテーマ                                          |
| アシンメトリ | café & pancekes gram CMソング                                                          |
| holy night   | 映画『マイナビ presents TOKYO CITY GIRL -2016-』挿入歌 & 東京/大阪版エンディング主題歌 |

## “ETERNALBEAT” TOUR 2017
『“ETERNALBEAT” TOUR 2017』（エターナルビート ツアー にせんじゅうなな）は、ねごとの3枚目のライブ映像作品。

### 解説
- 4thアルバム『ETERNALBEAT』を提げ開催された「ねごと ワンマンツアー 2017 “ETERNALBEAT”」より2017年3月24日にZepp DiverCity (TOKYO)で行われたファイナル公演の模様を全曲分映像化したもの。
- 5thアルバム『SOAK』と同時発売である[15]。

### 収録曲
1. PLANET
2. DESTINY
3. Ribbon
4. holy night
5. 天使か悪魔か
6. school out
7. シンクロマニカ
8. cross motion
9. mellow
10. メルシールー
11. 君の夢
12. シグナル
13. endless
14. アシンメトリ
15. ETERNALBEAT
16. ループ
17. 凛夜